# Klió-Danái Othonéou
Klió Danái Othonéou, en grec moderne : Κλειώ Δανάη Οθωναίου, née le 30 septembre 1979 à Thessalonique, en Grèce, est une actrice et une pianiste grecque.